# Fara Williams
Fara Tanya Franki Williams Merrett MBE (født 25. januar 1984) er en engelsk fodboldspiller, der spiller som central midtbanespiller for FA WSL klubben 18. oktober 2020 og Englands landshold. Williams er en konsekvent målscorer, der betragtes som en af Englands førende spillere. Siden hun fik sin seniordebut i 2002, har hun spillet 150 kampe for England. Hun spillede ved de europæiske mesterskaber i 2005, 2009 og 2013, og ved verdensmesterskaberne i 2007, 2011 og 2015. Williams spillede også med i Storbritanniens olympiske fodboldhold ved sommer-OL 2012 i London.
Williams' klubkarriere startede med Chelsea og derefter skiftede hun til Charlton Athletic i 2001. Hun underskrev kontrakt for Everton i 2004 og senere blev hun anfører for holdet, som vandt Premier League Cup i 2008 og FA Women's Cup i 2010. Efter otte år med Everton, skrev hun under kontrakt med de lokale rivaler Liverpool i 2012 og vandt ligatitlen i 2013 og 2014. I august 2017 forlod hun Arsenal og fik en to-årig kontrakt med rivalerne Reading on a two-year deal. I maj 2019 underskrev hun en ny kontrakt med Reading.
Williams er blevet hædret med The Football Association (FA) Young Player of the Year i 2002, FA Players' Player of the Year i 2009 og FA International Player of the Year i 2007 og 2009.

## Hæder

### Klub
Liverpool
- FA Women's Super League: 2

2013, 2014
- FA Women's Cup: 1

2009–10
- FA Women's Premier League Cup: 2

2003–04, 2007–08
Arsenal
- FA Women's Cup: 1

2015–16

### International
- Cyprus Cup: 3

2009, 2013, 2015

### Individuel
- FA International Player of the Year Award: 2

2006–07, 2008–09
- FA Players' Player of the Year Award: 1

2008–09
- FA Young Player of the Year Award: 1

2001–02
- PFA Team of the Year Award: 1

2013-2014